# Mimosa macrocephala
Mimosa macrocephala är en ärtväxtart som beskrevs av George Bentham. Mimosa macrocephala ingår i släktet mimosor, och familjen ärtväxter. Inga underarter finns listade i Catalogue of Life.